# Otto Mejer (Journalist)
Otto Mejer (* 3. März 1888 in Zellerfeld; † 1959) war ein deutscher Journalist, Korvettenkapitän d. R. der Kriegsmarine und Direktor des deutschen Nachrichtenbüros (DNB).

## Leben
Otto Mejer war ein Sohn des Pastors Friedrich Mejer und Elisabeth, geb. Stallmann.
In seiner Heimatstadt besuchte er das Humanistische Gymnasium, schloss 1906 die Schule ab und kam im gleichen Jahr im April als Seekadett in die Kaiserliche Marine. Später diente er bis September 1914 als Wachoffizier auf dem Torpedoboot S 149. Anschließend war er bis November 1917 erst als Flaggleutnant, später als Admiralstabsoffizier im Stab des II. Führers der Torpedoboote. Am 18. Juli 1916 wurde er zum Kapitänleutnant befördert. Als Flaggleutnant kam er bis August 1918 zur 2. Torpedoboots-Flottille und war zugleich Kommandant von B 96. Bis Kriegsende war er als Admiralstabsoffizier im Stab der Seekriegsleitung im Großen Hauptquartier.
Nach dem Krieg wurde er in die Reichsmarine übernommen, war Mitglied der Marinefriedenskommission und wurde am 17. Juni 1920 aus der Marine entlassen. Er war Mitglied der DNVP.
Ab Juli 1920 war er für zwei Jahre Prokurist der Deutschen Überseedienst GmbH (DÜD) in Berlin. Im Juli 1921 wurde er in die Leitung der im Aufbau befindlichen Telegraphen-Union (TU) gewählt und war ab 1922 hier Erster Geschäftsführer. Als solcher baute er die TU zu einem der führenden Nachrichtenunternehmen aus. Als die DÜD aufgrund des Druckes des Propagandaministers Joseph Goebbels Ende 1933 in das Deutsche Nachrichtenbüro (DNB) überführt wurde, legte Mejer sein Amt als Geschäftsführer der TU nieder und wurde Vorstandsvorsitzender (Direktor) beim DNB, was er bis 1939 blieb. Sein Stellvertreter war Gustav Albrecht, welcher ihm auch als Direktor des DNB folgte. In der Seekriegsleitung der Kriegsmarine wurde Mejer später als Korvettenkapitän d. R. Kriegstagebuchführer (Ib (Kr)).
Werner Rahn zählte Mejer zu dem Personenkreis, der sich für konspirative Tätigkeiten dem Widerstand  um Claus Schenk Graf von Stauffenberg zur Verfügung stellte. Jörg Hillmann hatte dies auch schon 2004 angegeben, aber er bezweifelte seine Beteiligung am Widerstand. Er gibt an, dass Mejer zwar unter Verdacht geriet, aber gegenüber Karl Dönitz seine Unschuld beweisen konnte. Mejer befand sich bereits in Gestapohaft, wurde daraus aber aufgrund der Intervention vom Kapitän zur See Werner Pfeiffer, Ib der 1. Skl, entlassen.
Mejer war nach dem Krieg Nebenanwalt für Karl Dönitz und Erich Raeder bei dem Nürnberger Prozess gegen die Hauptkriegsverbrecher.
Von 1951 bis 1953 war er neben Fritz Hellwig Geschäftsführer des neu gegründeten Deutschen Industrieinstituts in Köln, des nachmaligen Instituts der deutschen Wirtschaft. Mejer war zugleich Leiter des Hauptreferats Publizistik des Instituts.
1914 heiratete er Dorothea Osann, Tochter des Professors Bernhard Osann.